# Démographie du Laos
Cet article contient des statistiques sur la démographie du Laos.

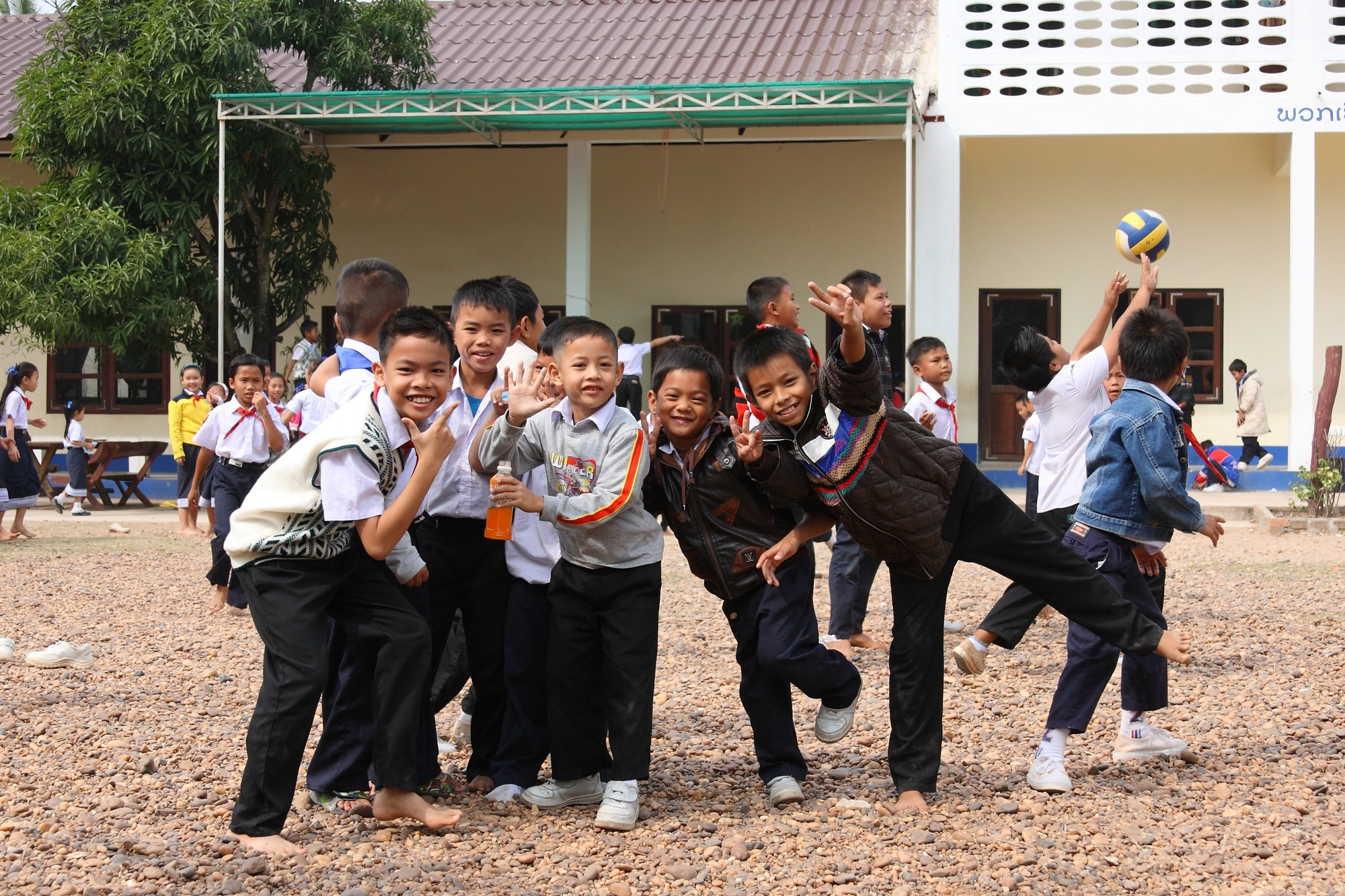
Écoliers à Savannakhet (2010).

## Recensement de 2015[13]
D'après le dernier recensement officiel, effectué en 2015, la population était de 6 492 400 habitants.
En 2005, elle était de 5 621 982 habitants.

## Évolution de la population
En raison de l'absence de services d'état civil pour l'ensemble des pays de l'Indochine française (pour une population globale d'environ 12 000 000 vers 1900), l'évaluation de la population autochtone se heurte à la difficulté d'avoir des statistiques réellement fiables. L'enregistrement des naissances et des décès n'est instauré que progressivement, et de manière très inégale. L'état civil est créé en 1883 en Cochinchine, la colonie faisant figure de pionnière. Ailleurs, l'administration fonctionne par estimations, avec des populations rurales à 95 %. Au Cambodge (hors Pnom Penh) et au Laos, l'état civil n'est pas établi avant 1940.
Le Laos aurait été peuplé d'un demi-million d'individus avant 1850. Le premier million aurait été atteint vers 1890. Le Laos est le pays dont la population est la plus hétérogène : en 1931, pour 485 000 Lao, on y dénombre officiellement 459 000 non-Lao. Au Laos, les Français sont 241 en 1913, 360 en 1921 et 574 en 1937 (chiffres de 1940 non disponibles).
- 1950 : 1 683 000
- 1955 : 1 897 000
- 1960 : 2 130 000
- 1965 : 2 391 000
- 1970 : 2 691 000
- 1975 : 3 042 000
- 1980 : 3 235 000
- 1985 : 3 648 000
- 1990 : 4 192 000
- 1995 : 4 795 000
- 2000 : 5 317 000
- 2005 : 5 621 982
- 2010 : 6 446 000
- 2015 : 6 492 400
- 2020 : 7 300 000

## Structure de la population
Le Laos est le dernier pays de l'Asie du Sud-Est à avoir entamé sa transition démographique. Cela signifie que le pays présente encore un fort accroissement naturel de sa population (environ 1,6 %), des taux de fécondité et de natalité élevés et un taux de mortalité bas. La population est très jeune (22 ans en moyenne en 2015).

## Natalité
Pas beaucoup de natalité

## Migration et composition culturelle
Principaux groupes linguistiques :

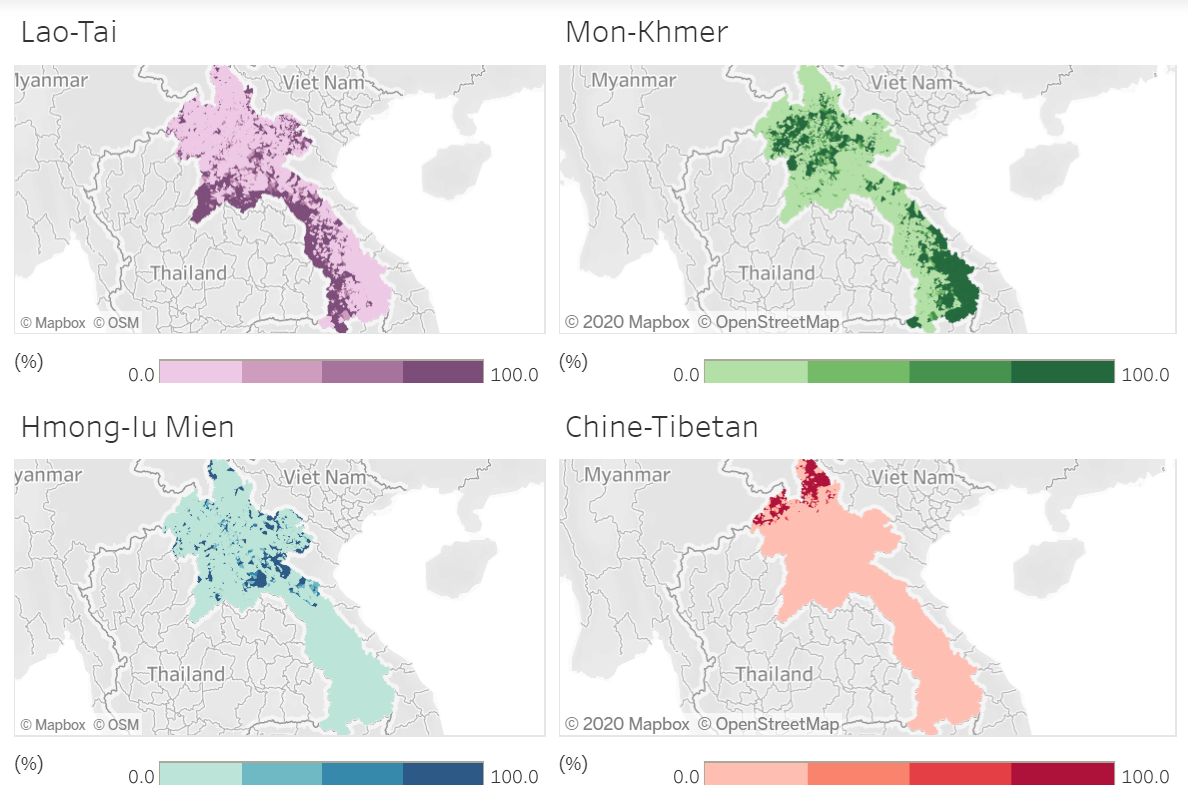
Distribution ethno-linguistique, en 2019

- Lao (peuple) (53,2 %), dont Lao Theung (Lao des versants), de langues taï
- Khmu (11 %) (de langue môn-khmer)
- Hmong (9,2 %, < 600 000) : Hmong Daw, Hmong Njua, Iu Mien, Kim Mun... (de langues hmong-mien).

Autres groupes linguistiques < 5 % :
- Thaï (peuple) (3,1 %) et Tai Nuea (0,2 %)
- Phu Thai (en) (3,4 %)
- Tai Dam (130 000, Taï noirs)
- Tai Dón (en) (Taï blancs)
- Tai Daeng (en) (Taï rouges) (25 000)

- Tai Lue (en) (2 %)
- Chinois du Laos (2 %)
- Vietnamiens du Laos (en) (30 000)
- Katang (peuple) (en) (2,2 %, 145 000)
- Bru (peuple) (2,5 %)
- Populations de langues lolo-birmanes (70 000 ?) : Akha (1,8 %), Yi (ethnie), Kaw, Lahu (peuple) (12 000), Lolo, Nuosu, Phana, Phunoi, Si La
- Populations de langues palaungiques môn-khmer du Nord (25 000 ?) : Bit (population), Blang, Con (peuple) Lamet people (en)

Quelques autres groupes minoritaires : Alak (4 000), Cham (peuple) (600), Chut (peuple) (450), Katu (peuple) (30 000), Khuen (peuple) (en) (5 000 ?, Ksingmul (peuple) (en) (3 000), Mlabri (35), Mal (peuple) (en) (23 000), O Du (peuple) (en) (100 ?), Prai (peuple) (en) (15 000), Yoy (peuple) (en) (1 300)...

## Sources
1. ↑  Indicateurs du World-Factbook publié par la CIA.
2. ↑  Le taux de variation de la population 2018 correspond à la somme du solde naturel 2018 et du solde migratoire 2018 divisée par la population au 1er janvier 2018.
3. ↑  Indicateurs du World-Factbook publié par la CIA.
4. ↑  L'indicateur conjoncturel de fécondité (ICF) pour 2018 est la somme des taux de fécondité par âge observés en 2018. Cet indicateur peut être interprété comme le nombre moyen d'enfants qu'aurait une génération fictive de femmes qui connaîtrait, tout au long de leur vie féconde, les taux de fécondité par âge observés en 2018. Il est exprimé en nombre d’enfants par femme. C’est un indicateur synthétique des taux de fécondité par âge de 2018.
5. ↑  Indicateurs du World-Factbook publié par la CIA.
6. ↑   Le taux de natalité 2018 est le rapport du nombre de naissances vivantes en 2018 à la population totale moyenne de 2018.
7. ↑  Indicateurs du World-Factbook publié par la CIA.
8. ↑   Le taux de mortalité 2018 est le rapport du nombre de décès, au cours de 2018, à la population moyenne de 2018.
9. ↑  Indicateurs du World-Factbook publié par la CIA.
10. ↑  Le taux de mortalité infantile est le rapport entre le nombre d'enfants décédés à moins d'un an et l'ensemble des enfants nés vivants.
11. ↑  L'espérance de vie à la naissance en 2018 est égale à la durée de vie moyenne d'une génération fictive qui connaîtrait tout au long de son existence les conditions de mortalité par âge de 2018. C'est un indicateur synthétique des taux de mortalité par âge de 2018.
12. ↑  L'âge médian est l'âge qui divise la population en deux groupes numériquement égaux, la moitié est plus jeune et l'autre moitié est plus âgée.
13. ↑  http://lao.unfpa.org/sites/asiapacific/files/pub-pdf/Final%20report-editting-English1.pdf Final Report Lao Population and Housing Census 2015